# Горичі
44°51′ пн. ш. 15°08′ сх. д. / 44.85° пн. ш. 15.14° сх. д.
Горичі (хорв. Gorići) — населений пункт у Хорватії, у Лицько-Сенській жупанії у складі міста Оточаць.

## Населення
Населення за даними перепису 2011 року становило 22 осіб.
Динаміка чисельності населення поселення:

## Клімат
Середня річна температура становить 8,06 °C, середня максимальна – 21,58 °C, а середня мінімальна – -6,92 °C. Середня річна кількість опадів – 1380 мм.
| Клімат поселення                              | Клімат поселення | Клімат поселення | Клімат поселення | Клімат поселення | Клімат поселення | Клімат поселення | Клімат поселення | Клімат поселення | Клімат поселення | Клімат поселення | Клімат поселення | Клімат поселення | Клімат поселення |
| Показник                                      | Січ.             | Лют.             | Бер.             | Квіт.            | Трав.            | Черв.            | Лип.             | Серп.            | Вер.             | Жовт.            | Лист.            | Груд.            |                  |
| Середній максимум, °C                         | 5,28             | 6,35             | 9,20             | 13,07            | 17,92            | 21,33            | 21,58            | 21,36            | 17,27            | 13,12            | 7,84             | 4,01             |                  |
| Середня температура, °C                       | −0,83            | 0,25             | 3,09             | 6,98             | 11,82            | 15,25            | 17,42            | 17,21            | 13,12            | 8,97             | 3,68             | −0,16            |                  |
| Середній мінімум, °C                          | −6,92            | −5,85            | −3,02            | 0,86             | 5,70             | 9,13             | 13,26            | 13,03            | 8,96             | 4,82             | −0,48            | −4,32            |                  |
| Норма опадів, мм                              | 99               | 98               | 103              | 114              | 101              | 105              | 67               | 89               | 136              | 157              | 173              | 138              |                  |
| Середньомісячна швидкість вітру, м/с          | 2.52             | 2.66             | 2.86             | 2.71             | 2.51             | 2.32             | 2.27             | 2.18             | 2.29             | 2.47             | 2.74             | 2.77             |                  |
| Середньомісячна сонячна радіація, кДж/м²·день | 4523             | 7246             | 10553            | 15030            | 19150            | 20761            | 22770            | 19367            | 14257            | 9252             | 4921             | 3754             |                  |
| --------------------------------------------- | ---------------- | ---------------- | ---------------- | ---------------- | ---------------- | ---------------- | ---------------- | ---------------- | ---------------- | ---------------- | ---------------- | ---------------- | ---------------- |
| Джерело:                                      |                  |                  |                  |                  |                  |                  |                  |                  |                  |                  |                  |                  |                  |